# Ібісові
Ібісові (Threskiornithidae) — родина птахів ряду пеліканоподібних (Pelecaniformes), що містить 34 види великих сухопутних та прибережних птахів, що поділяються на дві підродини: ібісів (Threskionithinae) та косарів (Plataleinae). Так саме і монофілія двох підродин залишається відкритим питанням.
В Україні зустрічається два види цієї родини — коровайка (Plegadis falcinellus) та косар (Platalea leucorodia).

## Класифікація
- Ібісні (Threskionithinae)
  - Африканський ібіс (Bostrychia) — 5 видів
  - Ібіс-довгохвіст (Cercibis) — 1 вид
  - Карибський ібіс (Eudocimus) — 2 види
  - Ібіс-лисоголов (Geronticus) — 2 види
  - Чубатий ібіс (Lophotibis) — 1 вид
  - Каєнський ібіс (Mesembrinibis) — 1 вид
  - Червононогий ібіс (Nipponia) — 1 вид
  - Чорний ібіс (Phimosus) — 1 вид
  - Коровайка (Plegadis) — 3 види
  - Південноазійський ібіс (Pseudibis) — 2 види
  - Гігантський ібіс (Thaumatibis) — 1 вид
  - Жовтошиїй ібіс (Theristicus) — 3 види
  - Ібіс (Threskiornis) — 5-6 видів, з них один вимер
- Косарні (Plateinae)
  - Косар (Platalea) — 6 видів